# NGC 2631
NGC 2631 je jedan do danas nepotvrđen objekt u zviježđu Velikog medvjeda. Sva promatranja poslije nisu na tom položaju uočila nikoji objekt.

## Vanjske poveznice
- SEDS: NGC 2631
- (engl.) Astronomska baza podataka SIMBAD
- (engl.) Izvangalaktička baza podataka NASA-e i IPAC-a